# کیتو (همدان)
کیتو یک روستا در ایران است که در دهستان گل‌تپه (کبودرآهنگ) واقع شده‌است. کیتو طبق سرشماری سال ۱۳۹۵ تعداد ۲۷۲ نفر جمعیت دارد. روستای کیتویکی ازروستاهای استان همدان شهرستان کبودراهنگ بخش گل تپه وازمجموعه روستاهای منطقه تاریخی مهربان می باشدفاصله تقریبی این روستاتامرکزاستان (شهرهمدان)۷۵کیلومترمی باشد. وفاصله تقریبی این روستاتاغارمعروف علیصدر۲۳کیلومترمی باشد. شغل مردم این روستاکشاورزی ودامداری است وزبان تکلم مردم روستای کیتوترکی می‌باشد. روستاهای قطارقویی، سلیم سرایی، خالق وردی، قباق تپه کرد، الان، همسایگان روستای کیتومی باشند. درروستای کیتوچشمه ای به اسم قرخ بلاق وجودداردکه دارای ابی بسیارگوارمی باشدکه سرچشمه این چشمه درکوه‌هایی به نام کوه‌های عبدالله مصری قراردارد و این روستا در فصل بهار و تابستان شروع به فعالیت های باغداری می پردازند و میوه مخصوص روستای کیتو (انگور) است 